# Litsea moupinensis
Litsea moupinensis Lecomte – gatunek rośliny z rodziny wawrzynowatych (Lauraceae Juss.). Występuje naturalnie w południowych Chinach – w prowincji Syczuan. 

## Morfologia
PokrójZrzucające liście drzewo dorastające do 20 m wysokości. Młode pędy są owłosione.
LiścieNaprzemianległe. Mają kształt od podłużnie eliptycznego do odwrotnie jajowatego lub zaokrąglonego. Mierzą 4–15 cm długości oraz 1,5–7 cm szerokości. Blaszka liściowa jest o spiczastym wierzchołku. Ogonek liściowy jest owłosiony, ma żółtawą barwę i dorasta do 3–13 mm długości.
KwiatySą niepozorne, jednopłciowe, zebrane po 8–10 w omszone baldachy, rozwijają się w kątach pędów. Okwiat jest zbudowany z 6 listków o okrągłym kształcie i żółtej barwie. Kwiaty męskie mają 9–12 pręcików.
OwoceMają kulisty kształt, osiągają 3–4 mm średnicy, mają czarną barwę.

## Biologia i ekologia
Roślina dwupienna. Rośnie w widnych lasach oraz zaroślach. Występuje na wysokości od 500 do 2300 m n.p.m.

## Zmienność
W obrębie tego gatunku wyróżniono jedną odmianę:
- Litsea moupinensis var. szechuanica (C.K. Allen) Yen C. Yang & P.H. Huang